# Cattedrale dei Santi Pietro e Paolo (Peterhof)
La cattedrale dei Santi Pietro e Paolo (in russo cобор Петра и Павла?, sobor Petra i Pavla), ufficialmente cattedrale dei Santi Apostoli Pietro e Paolo (in russo cобор Святых Апостолов Петра и Павла?, sobor Svjatych Apostolov Petra i Pavla), è una chiesa della città di Peterhof, in Russia. Sorge sulle rive dello stagno Ol'gin, in prossimità della reggia zarista. Costruita secondo i dettami architettonici del revival russo, la struttura ricalca in parte lo stile della famosa cattedrale di San Basilio a Mosca.

## Storia e descrizione
La proposta di costruire la cattedrale fu avanzata dal sacerdote Ioann Janyšev allo zar Alessandro III nel 1892, nel corso di una visita del sovrano a Peterhof. Nella cittadina erano presenti già 13 chiese, tuttavia mancava un tempio capace di contenere un grande numero di fedeli. Poco dopo il ministro Illarion Voroncov-Daškov concordò con lo zar il luogo in cui procedere alla costruzione.
Il concorso per la scelta del progetto della cattedrale vide la partecipazione di 4 architetti: Leontij Benua, Nicolas De Rochefort, Aleksandr Semёnov e Nikolaj Sultanov. Nella primavera del 1893 lo zar approvò il progetto di Sultanov. I lavori di costruzione presero avvio nel 1894 con la realizzazione delle fondamenta. Il 25 luglio 1895 iniziarono i lavori relativi all'edificio. La costruzione della cattedrale fu finanziata direttamente con fondi dello Stato e fu diretta dall'architetto Vasilij Kosjakov. La cattedrale fu consacrata il 25 giugno 1905 dallo stesso sacerdote che ne aveva proposto la costruzione ed in presenza di Nicola II e della zarina Aleksandra.
Tra il 1922 ed il 1937 la cattedrale funse da sede del vescovo di Peterhof Nikolaj Jaruševič. Nel 1938 l'edificio fu chiuso al culto e rischiò di essere abbattuto. Nel 1941 fu fortemente danneggiato a causa della rimozione dei rivestimenti. Durante la seconda guerra mondiale ulteriori danni colpirono l'ex cattedrale. Dopo il conflitto fu utilizzata come deposito. Nel 1972 ne venne riconosciuto il valore artistico e due anni dopo fu introdotta nella lista degli edifici storici sottoposti alla protezione statale. Poco dopo ebbero avvio i lavori di restauro diretti dall'architetto E. Sevastjanov. Nel 1980 furono reinstallate le cupole e nel 1987 la facciata fu completata. Nel 1989 la cattedrale fu restituita alla Chiesa ortodossa russa. L'anno seguente partirono i restauri dell'interno della struttura ed il 9 luglio 1994 avvenne la solenne cerimonia di consacrazione ad opera del patriarca di Mosca Alessio II.